# Лижер Вилиџ (Њу Џерзи)
Лижер Вилиџ (енгл. Leisure Village) насељено је место без административног статуса у америчкој савезној држави Њу Џерзи.

## Демографија
По попису из 2010. године број становника је 4.400, што је 43 (-1,0%) становника мање него 2000. године.
| Група             | 2000.         | 2010.         |
| Белци             | 3.995 (89,9%) | 3.219 (73,2%) |
| Афроамериканци    | 145 (3,3%)    | 437 (9,9%)    |
| Азијати           | 24 (0,5%)     | 35 (0,8%)     |
| Хиспаноамериканци | 257 (5,8%)    | 713 (16,2%)   |
| Укупно            | 4.443         | 4.400         |